# Arthur Kennedy
John Arthur Kennedy (Worcester, Massachusetts, 17 de febrer de 1914 − Branford, Connecticut, 5 de gener de 1990) va ser un actor estatunidenc. Va actuar tant en teatre com en el cinema, rebent un Premi Tony pel seu paper de "Biff" a l'obra La mort d'un viatjant i cinc nominacions als Oscars. Va ser descobert per l'actor James Cagney. El seu primer paper va ser el de germà petit de Cagney a City for Conquest (1940). Va interpretar papers tant d'heroi com de dolent, apareixent en westerns i pel·lícules policíaques.

## Cinema
| - 1940: City for Conquest: Eddie Kenny - 1941: L'últim refugi: Red' Hattery - 1941: Kno: Johnny Rocket - 1941: Strange Alibi: Sergent Joe Geary - 1941: Bad Men of Missouri: Jim Younger - 1941: Highway West: George Foster - 1941: Van morir amb les botes posades: Ned Sharp - 1942: Desperate journey: Oficial Jed Forrest - 1943: Air Force: Bombarder Tommy McMartin - 1944: Resisting Enemy Interrogation: Sergent Alfred Mason - 1946: Devotion: Branwell Bronte - 1947: Boomerang !: John Waldron - 1947: Cheyenne: The Sundance Kid - 1949: The Walking Hills: Chalk - 1949: Champion: Connie Kelly - 1949: The Window: Mr. Ed Woodry - 1949: Too Late for Tears: Alan Palmer - 1949: Chicago Deadline: Tommy Ditman - 1950: El zoo de vidre: Tom Wingfield - 1951: Bright Victory: Larry Nevins - 1951: Red Mountain: Lane Waldron - 1952: Bend of the River: Emerson Cole - 1952: Encobridora: Vern Haskell - 1952: The Girl in White: Dr. Ben Barringer - 1952: The Lusty Men: Wes Merritt - 1954: Impulse: Alan Curtis - 1955: Crashout: Joe Quinn - 1955: L'home de Laramie: Vic Hansbro - 1955: 37 hores desesperades: Diputat Jesse Bard - 1955: Trial: Barney Castle - 1955: The Naked Dawn: Santiago - 1955: Aquells anys difícils: Rick Harper - 1957: Peyton Place: Lucas Cross - 1958: Twilight for the Gods: First Mate Ramsay - 1958: Com un torrent: Frank Hirsh - 1959: Home Is the Hero: Willie O'Reilly - 1959: A Summer Place: Bart Hunter - 1960: Elmer Gantry: Jim Lefferts | - 1961: Murder She Said: Dr. Paul Quimper - 1961: Claudelle Inglish: Clyde Inglish - 1962: Hemingway's Adventures of a Young Man: Dr. Henry Adams - 1961: Barabbas: Pontius Pilate - 1962: Lawrence d'Aràbia: Jackson Bentley - 1964: Cheyenne Autumn: Doc Holliday - 1965: Italiani brava gente: Ferro Maria Ferri - 1965: Joaquín Murrieta: Capt. Love - 1965: Joy in the Morning: Patrick Brown - 1966: Nevada Smith: Bill Bowdre - 1966: Fantastic Voyage: Dr. Duval - 1967: La Chica del lunes: Peter Richardson - 1968: Les armes del diable: Owen Forbes - 1968: Un Minuto per pregare, un istante per morire: Tuscosa Marshal Roy W. Colby - 1968: Anzio: Major General Jack Lesley - 1969: Shark!: Doc - 1969: Hail, Hero!: Albert Dixon - 1971: My Old Man's Place: Walter Pell - 1973: Baciamo le mani: Angelino Ferrante - 1973: Ricco: Don Vito - 1974: La Polizia ha le mani legate: Armando Di Federico - 1974: L'Anticristo: Bishop Ascanio Oderisi - 1974: The Man from Independence: Tom Pendergast - 1974: Non si deve profanare il sonno dei morti: L'inspector - 1976: La Spiaggia del desiderio: Père - 1976: Roma a mano armata: Vice questore Ruini - 1976: Ab morgen sind wir reich und ehrlich: Mike Jannacone - 1977: Gli Ultimi angeli: Il nonno - 1977: The Sentinel: 'Monseigneur Franchino - 1977: Nove ospiti per un delitto: el vell - 1978: Bermude: la fossa maledetta: Mr. Jackson - 1978: Sono stato un agente C.I.A.: El cap de la CIA a Atenes - 1978: Porco mondo - 1978: Cyclone: el capellà - 1979: L'Umanoide: Dr. Kraspin - 1989: Signs of Life: Owen Coughlin - 1990: Grandpa |

## Televisió
- 1959: Our American Heritage (sèrie TV): Alexander Hamilton
- 1959: The Ten Commandments (telefilm)
- 1960: Playhouse 90 (sèrie TV): Paul Heller
- 1963: Espionage (sèrie TV): Ed Pierce
- 1964: Suspense (sèrie TV): Sergent Mike Kenny
- 1964: Suspicion (sèrie TV): Keith Hollands
- 1970: The Movie Murderer (telefilm): Angus McGregor
- 1971: A Death of Innocence (telefilm): Mark Hirsch
- 1972: Crawlspace (telefilm): Albert Graves
- 1973: The President's Plane Is Missing (telefilm): Gunther Damon
- 1974: Nakia (sèrie TV): Xèrif Sam Jericho
- 1989: I Figlio del vento (sèrie TV)

## = Premis Oscar
| Any  | Categoria              | Pel·lícula     | Resultat |
| ---- | ---------------------- | -------------- | -------- |
| 1950 | Millor actor secundari | Champion       | Candidat |
| 1952 | Millor actor           | Bright Victory | Candidat |
| 1956 | Millor actor secundari | Trial          | Candidat |
| 1958 | Millor actor secundari | Peyton Place   | Candidat |
| 1959 | Millor actor secundari | Com un torrent | Candidat |

## Premis Globus d'Or
| Any  | Categoria              | Pel·lícula     | Resultat  |
| ---- | ---------------------- | -------------- | --------- |
| 1952 | Millor actor dramàtic  | Bright Victory | Candidat  |
| 1956 | Millor actor secundari | Trial          | Guanyador |